# Unione Sportiva Cremonese 1989-1990
Questa voce raccoglie le informazioni riguardanti l'Unione Sportiva Cremonese nelle competizioni ufficiali della stagione 1989-1990.

## Stagione
Ancora una volta l'ascensore, appena salita, subito il ritorno in Serie B, nella stagione 1989-90 la Cremonese si piazza penultima con 23 punti in classifica, retrocedendo con l'Udinese, il Verona e l'Ascoli. Lo scudetto è stato vinto dal Napoli di Maradona per la seconda volta. Sulla panchina grigiorossa il presidente Domenico Luzzara ed Erminio Favalli puntano decisi su Tarcisio Burgnich, pescano un giovane centrocampista svedese sconosciuto Anders Limpar che gioca in Svizzera, dotato di classe cristallina, e sul puntero argentino Gustavo Dezotti, reduce da una negativa esperienza con la Lazio, che diventa ben presto l'idolo della tifoseria grigiorossa, ripagata dai suoi 15 goal segnati. Meno azzeccato il terzo straniero, il giovane paraguaiano Gustavo Neffa. Hanno lasciato Cremona Attilio Lombardo passato alla Sampdoria a far coppia con Gianluca Vialli e la coppia di attaccanti Edi Bivi e Gianfranco Cinello, mentre rientra all'ovile Fulvio Bonomi dalla Sampdoria. In campionato la squadra grigiorossa pratica un calcio prudente, basato sul contropiede, pur restando sempre in lotta per mantenere la categoria, a fine marzo dopo la vittoria (2-1) sull'Ascoli, la salvezza sembra a portata di mano, ma arrivano quattro sconfitte di fila, nelle ultime quattro giornate, che sono una condanna. Nella Coppa Italia la Cremonese supera il Brescia nel primo turno vincendo (1-3) al Rigamonti, ma viene eliminata dal Milan, nel secondo turno che sbanca lo Zini (0-1).

## Rosa
| N. |                   | Ruolo | Calciatore            |
| -- | ----------------- | ----- | --------------------- |
|    | Italia (bandiera) | P     | Michelangelo Rampulla |
|    | Italia (bandiera) | P     | Luigi Turci           |
|    | Italia (bandiera) | P     | Giacomo Violini       |
|    | Italia (bandiera) | P     | Stefano Razzetti      |
|    | Italia (bandiera) | D     | Filippo Citterio      |
|    | Italia (bandiera) | D     | Luigi Gualco          |
|    | Italia (bandiera) | D     | Mauro Bonomi          |
|    | Italia (bandiera) | D     | Felice Garzilli       |
|    | Italia (bandiera) | D     | Ivan Rizzardi         |
|    | Italia (bandiera) | D     | Mario Montorfano      |
|    | Italia (bandiera) | D     | Alessandro Pedroni    |
|    | Italia (bandiera) | D     | Giuseppe Favalli      |
|    | Italia (bandiera) | D     | Roberto Galletti      |
|    | Italia (bandiera) | C     | Massimo Lombardini    |

| N. |                      | Ruolo | Calciatore               |
| -- | -------------------- | ----- | ------------------------ |
|    | Italia (bandiera)    | C     | Dario Marcolin           |
|    | Italia (bandiera)    | C     | Pierangelo Avanzi        |
|    | Italia (bandiera)    | C     | Riccardo Maspero         |
|    | Italia (bandiera)    | C     | Ettore Ferraroni         |
|    | Italia (bandiera)    | C     | Enrico Piccioni          |
|    | Svezia (bandiera)    | C     | Anders Limpar            |
|    | Italia (bandiera)    | C     | Marco Merlo              |
|    | Italia (bandiera)    | C     | Alviero Chiorri          |
|    | Italia (bandiera)    | C     | Fulvio Bonomi (capitano) |
|    | Italia (bandiera)    | C     | Onofrio Loseto           |
|    | Paraguay (bandiera)  | A     | Gustavo Neffa            |
|    | Argentina (bandiera) | A     | Gustavo Dezotti          |
|    | Italia (bandiera)    | A     | Gianfranco Cinello       |

## Risultati

### Serie A

#### Girone di andata
| Arbitro: | Fabricatore (Roma) |

|                                     |           |             |
| Gualco 63’ (aut.) Brehme 87’ (rig.) | Marcatori | 82’ Dezotti |

| Arbitro: | F. Baldas (Trieste) |

|            |           |                           |
| Limpar 69’ | Marcatori | 51’ Ðukić 71’ M. Agostini |

| Arbitro: | Luci (Firenze) |

|                |           |             |
| Rubén Sosa 62’ | Marcatori | 19’ Dezotti |

| Arbitro: | Lo Bello (Siracusa) |

|  |           |                     |
|  | Marcatori | 26’ (rig.) Aguilera |

| Arbitro: | Felicani (Bologna) |

|                            |           |  |
| Madonna 28’ Bortolazzi 56’ | Marcatori |  |

| Arbitro: | Lanese (Messina) |

|             |           |              |
| Dezotti 45’ | Marcatori | 78’ Maradona |

| Arbitro: | Pezzella (Frattamaggiore) |

|                        |           |            |
| B. Giordano 58’ (rig.) | Marcatori | 11’ Limpar |

| Arbitro: | Longhi (Roma) |

|            |           |  |
| Dezotti 9’ | Marcatori |  |

| Arbitro: | Amendolia (Messina) |

|              |           |            |
| Gaudenzi 42’ | Marcatori | 5’ Dezotti |

| Arbitro: | Di Cola (Avezzano) |

|             |           |                     |
| Chiorri 77’ | Marcatori | 73’ Nappi 79’ Pioli |

| Arbitro: | Pezzella (Frattamaggiore) |

|                        |           |                      |
| Dezotti 22’ Avanzi 50’ | Marcatori | 45’ Branca 70’ Balbo |

| Arbitro: | Coppetelli (Tivoli) |

|                                      |           |                    |
| P. Benedetti 10’ Pasculli 78’ (rig.) | Marcatori | 55’ (rig.) Dezotti |

| Arbitro: | Nicchi (Arezzo) |

|  |           |             |
|  | Marcatori | 55’ Dezotti |

| Arbitro: | D'Elia (Salerno) |

|                        |           |                           |
| Citterio 8’ Gualco 18’ | Marcatori | 30’ Alessio 34’ Schillaci |

| Arbitro: | Cornieti (Forlì) |

|                                     |           |                         |
| Desideri 34’ Völler 44’, 49’ (rig.) | Marcatori | 35’ Bonomi 39’ Piccioni |

| Arbitro: | Amendolia (Messina) |

|  |           |                                      |
|  | Marcatori | 2’ (aut.) Rizzardi 40’ (aut.) Gualco |

| Arbitro: | Nicchi (Arezzo) |

|                       |           |             |
| R. Mancini 50’ (rig.) | Marcatori | 49’ Dezotti |

#### Girone di ritorno
| Arbitro: | Longhi (Roma) |

|  |           |           |
|  | Marcatori | 53’ Berti |

| Arbitro: | Luci (Firenze) |

|                 |           |           |
| M. Agostini 65’ | Marcatori | 71’ Merlo |

| Arbitro: | Sguizzato (Verona) |

|                        |           |             |
| Dezotti 55’ Limpar 79’ | Marcatori | 82’ Bergodi |

| Arbitro: | Pezzella (Frattamaggiore) |

|              |           |  |
| Signorini 9’ | Marcatori |  |

| Arbitro: | F. Baldas (Trieste) |

|             |           |            |
| Maspero 79’ | Marcatori | 35’ Bordin |

| Arbitro: | Ceccarini (Livorno) |

|                              |           |  |
| Alemão 24’ Maradona 33’, 67’ | Marcatori |  |

| Arbitro: | Pairetto (Torino) |

|                                 |           |          |
| Dezotti 16’ (rig.) Piccioni 28’ | Marcatori | 79’ Waas |

| Arbitro: | Sguizzato (Verona) |

|                            |           |                    |
| Massaro 17’ Van Basten 72’ | Marcatori | 85’ (rig.) Dezotti |

| Arbitro: | Coppetelli (Tivoli) |

|             |           |              |
| Dezotti 51’ | Marcatori | 80’ Pusceddu |

| Arezzo 4 marzo 1990 27ª giornata | Fiorentina          | 0 – 0 referto | Cremonese | Stadio Comunale\| Arbitro: \| Amendolia (Messina) \| |
| Arbitro:                         | Amendolia (Messina) |               |           |                                                      |

| Arbitro: | Luci (Firenze) |

|            |           |              |
| Branca 35’ | Marcatori | 67’ Marcolin |

| Arbitro: | D'Elia (Salerno) |

|           |           |              |
| Neffa 22’ | Marcatori | 26’ Pasculli |

| Arbitro: | Coppetelli (Tivoli) |

|                        |           |               |
| Gualco 29’ Chiorri 54’ | Marcatori | 89’ Cvetković |

| Arbitro: | F. Baldas (Trieste) |

|                                                   |           |  |
| Napoli 2’ Schillaci 20’ Alessio 26’ Casiraghi 63’ | Marcatori |  |

| Arbitro: | Agnolin (Bassano del Grappa) |

|  |           |            |
|  | Marcatori | 81’ Völler |

| Arbitro: | Ceccarini (Livorno) |

|                            |           |  |
| Perrone 42’ João Paulo 56’ | Marcatori |  |

| Arbitro: | Merlino (Torre del Greco) |

|  |           |                                       |
|  | Marcatori | 12’ Vialli 23’ Katanec 35’ R. Mancini |

### Coppa Italia

#### Fase eliminatoria
| Arbitro: | Amendolia (Messina) |

|          |           |                             |
| Nappi 9’ | Marcatori | 24’, 57’ Dezotti 55’ Gualco |

| Arbitro: | Pairetto (Torino) |

|  |           |             |
|  | Marcatori | 84’ Massaro |

## Statistiche

### Statistiche di squadra
| Competizione | Punti | In casa | In casa | In casa | In casa | In casa | In casa | In trasferta | In trasferta | In trasferta | In trasferta | In trasferta | In trasferta | Totale | Totale | Totale | Totale | Totale | Totale | DR  |
| Competizione | Punti | G       | V       | N       | P       | Gf      | Gs      | G            | V            | N            | P            | Gf           | Gs           | G      | V      | N      | P      | Gf     | Gs     | DR  |
| ------------ | ----- | ------- | ------- | ------- | ------- | ------- | ------- | ------------ | ------------ | ------------ | ------------ | ------------ | ------------ | ------ | ------ | ------ | ------ | ------ | ------ | --- |
| Serie A      | 23    | 17      | 4       | 6       | 7       | 17      | 23      | 17           | 1            | 7            | 9            | 12           | 27           | 34     | 5      | 13     | 16     | 29     | 50     | -21 |
| Coppa Italia |       | 1       | 0       | 0       | 1       | 0       | 1       | 1            | 1            | 0            | 0            | 3            | 1            | 2      | 1      | 0      | 1      | 3      | 2      | +1  |
| Totale       |       | 18      | 4       | 6       | 8       | 17      | 24      | 18           | 2            | 7            | 9            | 15           | 28           | 36     | 6      | 13     | 17     | 32     | 52     | -20 |

### Statistiche dei giocatori
| Giocatore     | Serie A  | Serie A | Serie A     | Serie A    | Coppa Italia | Coppa Italia | Coppa Italia | Coppa Italia | Totale   | Totale | Totale      | Totale     |
| Giocatore     | Presenze | Reti    | Ammonizioni | Espulsioni | Presenze     | Reti         | Ammonizioni  | Espulsioni   | Presenze | Reti   | Ammonizioni | Espulsioni |
| ------------- | -------- | ------- | ----------- | ---------- | ------------ | ------------ | ------------ | ------------ | -------- | ------ | ----------- | ---------- |
| P. Avanzi     | 23       | 1       | ?           | ?          | ?            | ?            | ?            | ?            | 23+      | 1+     | ?           | ?          |
| F. Bonomi     | 30       | 1       | ?           | ?          | ?            | ?            | ?            | ?            | 30+      | 1+     | ?           | ?          |
| A. Chiorri    | 22       | 2       | ?           | ?          | ?            | ?            | ?            | ?            | 22+      | 2+     | ?           | ?          |
| G. Cinello    | 4        | 0       | ?           | ?          | ?            | ?            | ?            | ?            | 4+       | 0+     | ?           | ?          |
| F. Citterio   | 28       | 1       | ?           | ?          | ?            | ?            | ?            | ?            | 28+      | 1+     | ?           | ?          |
| G. Dezotti    | 32       | 13      | ?           | ?          | ?            | ?            | ?            | ?            | 32+      | 13+    | ?           | ?          |
| G. Favalli    | 28       | 0       | ?           | ?          | ?            | ?            | ?            | ?            | 28+      | 0+     | ?           | ?          |
| E. Ferraroni  | 14       | 0       | ?           | ?          | ?            | ?            | ?            | ?            | 14+      | 0+     | ?           | ?          |
| R. Galletti   | 10       | 0       | ?           | ?          | ?            | ?            | ?            | ?            | 10+      | 0+     | ?           | ?          |
| F. Garzilli   | 27       | 0       | ?           | ?          | ?            | ?            | ?            | ?            | 27+      | 0+     | ?           | ?          |
| L. Gualco     | 29       | 2       | ?           | ?          | ?            | ?            | ?            | ?            | 29+      | 2+     | ?           | ?          |
| A. Limpar     | 24       | 3       | ?           | ?          | ?            | ?            | ?            | ?            | 24+      | 3+     | ?           | ?          |
| O. Loseto (I) | 1        | 0       | ?           | ?          | ?            | ?            | ?            | ?            | 1+       | 0+     | ?           | ?          |
| D. Marcolin   | 4        | 1       | ?           | ?          | ?            | ?            | ?            | ?            | 4+       | 1+     | ?           | ?          |
| R. Maspero    | 12       | 1       | ?           | ?          | ?            | ?            | ?            | ?            | 12+      | 1+     | ?           | ?          |
| M. Merlo      | 16       | 1       | ?           | ?          | ?            | ?            | ?            | ?            | 16+      | 1+     | ?           | ?          |
| M. Montorfano | 26       | 0       | ?           | ?          | ?            | ?            | ?            | ?            | 26+      | 0+     | ?           | ?          |
| G. Neffa      | 16       | 1       | ?           | ?          | ?            | ?            | ?            | ?            | 16+      | 1+     | ?           | ?          |
| E. Piccioni   | 31       | 2       | ?           | ?          | ?            | ?            | ?            | ?            | 31+      | 2+     | ?           | ?          |
| M. Rampulla   | 27       | -40     | ?           | ?          | ?            | ?            | ?            | ?            | 27+      | -40+   | ?           | ?          |
| I. Rizzardi   | 22       | 0       | ?           | ?          | ?            | ?            | ?            | ?            | 22+      | 0+     | ?           | ?          |
| G. Violini    | 8        | -10     | ?           | ?          | ?            | ?            | ?            | ?            | 8+       | -10+   | ?           | ?          |